# ميلوس دورديفيك
ميلوس دورديفيك (بالصربية: Милош Ђорђевић)‏ هو لاعب كرة قدم صربي، ولد في 7 يونيو 1992 في كراغوييفاتس في صربيا. لعب مع نادي رادنيتشكي سبليت.

## وصلات خارجية
- ميلوس دورديفيك على موقع قاعدة بيانات كرة القدم.إي يو (الإنجليزية)
- ميلوس دورديفيك على موقع Soccerbase.com (لاعب) (الإنجليزية)
- ميلوس دورديفيك على موقع Soccerway.com (الإنجليزية)
- ميلوس دورديفيك على موقع عالم كرة القدم.نت (الإنجليزية)